# Musetta Vander
Musetta van der Merwe (Durban, 26 de mayo de 1963) es una modelo y actriz sudafricana, conocida por sus apariciones en películas de ciencia ficción y fantasía. Como hija de una profesora de ballet su primera aparición en el escenario fue a los 4 años de edad en uno de los muchos espectáculos coreografiados por su madre. Obtuvo una licenciatura en Comunicación y Psicología y poco después de terminar la escuela se calificó como profesora de ballet.
Conocida por ser la protagonista en 1996 de Barbie Girl. Desde 1997 a principios del 2017 coprotagonizó la saga Mortal Kombat.
En 1988 se casó con el director Jeff Celentano.

## Carrera

### Film
| Año  | Título                                       | Personaje                        | Notas                                                                |
| ---- | -------------------------------------------- | -------------------------------- | -------------------------------------------------------------------- |
| 1989 | The Endangered                               | Christine Pickering              |                                                                      |
| 1989 | Crimes of Crimes                             | Sheri Cutler                     |                                                                      |
| 1989 | The Revenger                                 | Marissa                          |                                                                      |
| 1993 | Monolith                                     | Katya Pavlova                    | Directo a video                                                      |
| 1994 | I'll Do Anything                             | Bailarina                        | Escena eliminada                                                     |
| 1994 | Dickwad                                      | Juicy                            | Corto                                                                |
| 1994 | Oblivion                                     | Lash                             |                                                                      |
| 1995 | Project Metalbeast                           | Debbie                           |                                                                      |
| 1995 | The Secret Force                             | Enfermera                        |                                                                      |
| 1995 | Project Shadowchaser III                     | Rea Astov                        | Directo a video                                                      |
| 1995 | Under the Hula Moon                          | Maya Gundinger                   |                                                                      |
| 1996 | The Lord Protector: The Riddle of the Chosen | Lady Beryl                       |                                                                      |
| 1996 | Oblivion 2: Backlash                         | Lash                             |                                                                      |
| 1997 | American Hero                                | Gipsy                            | Filmado en 1995 y cancelado en 1997, finalmente fue lanzado en 2021. |
| 1997 | Elissa                                       | Elissa                           | Short film                                                           |
| 1997 | Mortal Kombat: Annihilation                  | Sindel                           |                                                                      |
| 1998 | Gunshy                                       | Grace                            |                                                                      |
| 1999 | Molly                                        | Maxine                           |                                                                      |
| 1999 | Wild Wild West                               | Munitia                          |                                                                      |
| 2000 | O Brother, Where Art Thou?                   | Sirena                           |                                                                      |
| 2000 | The Cell                                     | Ella Baines                      |                                                                      |
| 2004 | Forbidden Warrior                            | Reza                             |                                                                      |
| 2005 | Mansquito                                    | Dr.a Jennifer Allen              | Film para TV                                                         |
| 2005 | Kicking & Screaming                          | Janice Weston                    |                                                                      |
| 2005 | What's Up, Scarlet?                          | Sabrina Fisser                   |                                                                      |
| 2006 | Spymate                                      | Dra. Claudette Amour             |                                                                      |
| 2006 | Monster Night                                | Miss Morticia                    | Directo a video                                                      |
| 2007 | Say It in Russian                            | Natalia                          |                                                                      |
| 2007 | Planet Raptor                                | Sargento Jacqueline 'Jack' Moore | Film para TV                                                         |
| 2009 | Transylmania                                 | Teodora Van Sloan                |                                                                      |
| 2009 | Breaking Point                               | Celia Hernandez                  |                                                                      |
| 2009 | Napoleonic                                   | Dra. Barbara Hale                | Corto                                                                |
| 2010 | Johnny                                       | Julia Carter                     |                                                                      |
| 2012 | Under the Bed                                | Angela Hausman                   |                                                                      |
| 2013 | 5 Hour Friends                               | Candy                            |                                                                      |
| 2014 | Spreading Darkness                           | Harriet Skelp                    |                                                                      |
| 2015 | The Better Half                              | Susan                            |                                                                      |
| 2015 | $elfie Shootout                              | Agente Zoey Miller               |                                                                      |
| 2017 | The Hatred                                   | Edna                             |                                                                      |
| 2017 | Shine                                        | Corrine Stacker                  |                                                                      |
| 2018 | Meryl                                        |                                  | Corto (voz)                                                          |

### Televisión
| Año     | Título                         | Personaje                         | Notas                                                |
| ------- | ------------------------------ | --------------------------------- | ---------------------------------------------------- |
| 1991–92 | Super Force                    | Zander Tyler                      | Rol recurrente (7 episodios)                         |
| 1994    | Murder, She Wrote              | Sharain Hourani                   | Episodio: "The Dying Game"                           |
| 1995    | Boy Meets World                | Dominique                         | Episodio: "Breaking Up Is Really, Really Hard to Do" |
| 1996    | Diagnosis: Murder              | Carrie                            | Episodio: "Murder by the Book"                       |
| 1996    | Viper                          | Agente de la KGB Natalya Marakova | Episodio: "MIG-89"                                   |
| 1997    | Highlander                     | Ingrid Henning                    | Episodio: "The Valkyrie"                             |
| 1997    | Buffy the Vampire Slayer       | Natalie French/Mantis             | Episodio: "Teacher's Pet"                            |
| 1997    | Babylon 5                      | Felicia                           | Episodio: "Between the Darkness and the Light"       |
| 1997    | Pensacola: Wings of Gold       | Elina Zulinova                    | Episodio: "Road Warriors"                            |
| 1998    | The Sentinel                   | Lila                              | Episodio: "Love Kills"                               |
| 1998    | Soldier of Fortune, Inc.       | Kasima Fada                       | Episodio: "Top Event"                                |
| 1999    | Star Trek: Voyager             | Derran Tal                        | Episodio: "The Disease"                              |
| 2000    | Pensacola: Wings of Gold       | Capitana Jill 'Blaze' Trevera     | Episodio: "Pensacola Shootout"                       |
| 2000    | Xena: Warrior Princess         | Ilainus                           | Episodio: "Amphipolis Under Siege"                   |
| 2000    | Secret Agent Man               | Prima                             | Rol recurrente (3 episodios)                         |
| 2000    | Stargate SG-1                  | Shan'auc                          | Episodio: "Crossroads"                               |
| 2001    | V.I.P.                         | Alex Quaid                        | Episodio: "Val's Big Bang"                           |
| 2002    | Son of the Beach               | Nutragena                         | Episodio: "Hamm Stroker's Suck My Blood"             |
| 2003    | Stargate SG-1                  | Shauna                            | Episodio: "The Changeling"                           |
| 2003    | She Spies                      | Dra. Weiland                      | Episodio: "Damsels in De-Stress"                     |
| 2003    | Frasier                        | Natalie Blanc                     | Episodio: "High Holidays"                            |
| 2004    | The Bold and the Beautiful     | Princesa Guinevere                | 1 episodio                                           |
| 2010    | NCIS                           | Julie Merriweather                | Episodio: "Broken Arrow"                             |
| 2016    | Criminal Minds: Beyond Borders | Miriam Nell                       | Episodio: "Iqiniso"                                  |
| 2016    | Swedish Dicks                  | Jennifer                          | Episodio #1.4                                        |
| 2017    | Hawaii Five-0                  | Sheriff Alana Smith               | Episodio: "Ka Pa'ani Nui/Big Game"                   |

### Otros trabajos
| Año  | Título                                            | Personaje           | Notas                                         |
| ---- | ------------------------------------------------- | ------------------- | --------------------------------------------- |
| 1989 | Soweto's Burning                                  | Emma                | Teatro                                        |
| 1989 | Terry Lin – "Let's Get Busy"                      | Bailarina           | Video musical                                 |
| 1989 | Alice Cooper – "Bed of Nails"                     | Bailarina           | Video musical                                 |
| 1989 | Cats in Boots – "Shotgun Sally"                   | Bailarina/Modelo    | Video musical                                 |
| 1989 | Paul Carrack – "I Live By the Groove"             | Modelo              | Video musical                                 |
| 1989 | Rod Stewart – "This Old Heart of Mine"            | Bailarina/Modelo    | Video musical                                 |
| 1989 | Tina Turner – "I Don't Wanna Lose You"            | Modelo              | Video musical                                 |
| 1989 | Elton John – "Healing Hands"                      | Modelo              | Video musical                                 |
| 1990 | Joey B. Ellis – "Thought You Were the One for Me" | Bailarina           | Video musical                                 |
| 1990 | Traveling Wilburys – "Wilbury Twist"              | Bailarina           | Video musical                                 |
| 1990 | King Swamp – "Wiseblood"                          | Modelo              | Video musical                                 |
| 1990 | Terry Steele – "If I Told You Once"               | Modelo              | Video musical                                 |
| 1990 | Desiree Coleman – "Romance"                       | Modelo              | Video musical                                 |
| 1990 | Debbie Gibson – "Anything Is Possible"            | Modelo              | Video musical                                 |
| 1990 | Colin James – "Keep on Lovin' Me Baby"            | Modelo              | Video musical                                 |
| 1991 | Amy Grant – "Every Heartbeat"                     | Modelo              | Video musical                                 |
| 1992 | Rock Video Girls 2                                | Ella misma          | Colección de videos musicales                 |
| 1992 | It Came from the Desert                           | Mujer de fantasía   | Videojuego                                    |
| 1993 | Voyeur                                            | Chantal Pousette    | Videojuego                                    |
| 1995 | Chris Isaak – "Go Walking Down There"             | Bailarina           | Video musical                                 |
| 1995 | American Hero                                     | Gitana              | Videojuego (no lanzado)                       |
| 1997 | Movies, For Guys Who Like Movies                  | Ella misma          | Programa de TBS                               |
| 1998 | Dune 2000                                         | Lady Elara          | Videojuego                                    |
| 1999 | Loveless' Ladies                                  | Ella misma          | Documental para el DVD de Wild Wild West      |
| 2002 | Emperor: Battle for Dune                          | Lady Elara          | Videojuego                                    |
| 2003 | Le Bourgeois gentilhomme                          | Condesa Dorimene    | Teatro                                        |
| 2005 | Making of "Mosquito Man"                          | Ella misma          | Documental para el DVD de Mansquito           |
| 2005 | Kicking & Screaming: Behind the Net               | Ella misma          | Documental para el DVD de Kicking & Screaming |
| 2006 | Behind the scenes of '"Spymate"                   | Ella misma          | Documental para el DVD de Spymate             |
| 2007 | Prudential Real Estate                            | Agente 24/7         | Comercial                                     |
| 2007 | Yoplait                                           | Modelo              | Comercial                                     |
| 2009 | Live From the Future                              | Ella misma/Invitada | Talk show                                     |
| 2017 | DSW The Daughter Situation                        | Madre               | Comercial                                     |
| 2017 | Amazon Echo                                       |                     | Comercial                                     |
| 2017 | Rhofade - Less Red and More You                   |                     | Comercial                                     |